# Amanieu VIII.
Amanieu VIII. (poslije 25. srpnja 1262. — prije 6. lipnja 1326.) bio je francuski plemić; lord Albreta, Tartasa, Ostabarreta, Maremnea, Mixea i Daxa; sin lorda Amanieua VII. i njegove žene Marte od Bordeauxa. Bio je saveznik Engleza tijekom vladavina kraljeva Edvarda I. i njegova sina, Edvarda II. Kao rođak Anjou-Plantageneta i pape Martina IV., bio je jedan od najmoćnijih plemića Gaskonje. Tijekom rata između Edvarda I. i Filipa IV. Lijepog, Amanieu je postao još moćniji.

## Brak
Amanieu je 1288. godine oženio Rose, kćer Gerarda od Bourga, Vertheuila i Vayresa; majka dame Rose bila je Thomasse Gombaut. Ovo su djeca Rose i Amanieua:
- Amanieu
- Bernard Ezi IV., očev nasljednik
- Arnaud-Amanieu
- Ivana
- Marta
- Guitard
- Bernard
- Assalide
- Thomasse?
- Margareta?
- Rosine?